# Motettu de tristura
Motettu de tristura è un canto tradizionale sardo, composto da un autore anonimo e riscritto da Luciano Berio per voce (mezzosoprano), flauto, clarinetto, arpa, percussioni, viola e violoncello.
Il brano musicale fu portato all'attenzione internazionale dopo che Luciano Berio, lo aveva incluso nella raccolta dei Folk Songs del 1964, dove l'interprete fu la moglie Cathy Berberian.

## La storia ed il testo
La musica e parole del brano, noto come Tristu passirillanti, furono raccolte da Berio a Guasila.
Il testo in campidanese è composto da due strofe di cinque versi settenari ciascuna.
È il canto disperato di una donna che, sopraffatta dal dolore per la perdita del suo amante, forse perché è morto, si rivolge ad un usignolo, e gli chiede perché le abbia consigliato di piangere per il suo amante. Probabilmente lei è convinta che sia del tutto inutile; infatti nei versi successivi gli chiede di cantargli questa canzone dopo che sarà morta.
(Testo originale in campidanese)
(trad. in italiano)

## Altre incisioni discografiche
- 2005, Osvaldo Golijov nel CD Ayre, con Dawn Upshaw & The Andalucian Dogs, Deutsche Grammophon GmbH, Hamburg[2]

## Altre versioni
- Eleonora-Noga Alberti con il Conjunto de Música Contemporánea
- Eutopia Ensemble
- Ingrid Caven
- Orna Arania
- Albena Kechlibareva
- Christine Schadeberg
- Abigail Fischer